# Kommunar (Kursk)
|  | Per a altres significats, vegeu «Kommunar». |

Kommunar (en rus: Коммунар) és un poble (un possiólok) de l'óblast de Kursk, a Rússia, que en el cens del 2010 tenia 1163 habitants. Pertany al districte rural de Belovski.